# 対立
| ウィキペディアには「対立」という見出しの百科事典記事はありません（タイトルに「対立」を含むページの一覧/「対立」で始まるページの一覧）。 代わりにウィクショナリーのページ「対立」が役に立つかもしれません。 |